# Geschichte der Herlitz AG
Dieser Artikel behandelt die Geschichte der Herlitz AG, die ab dem 30. April 2015 als Pelikan AG firmierte und seit 21. Dezember 2017 als Pelikan Group GmbH firmiert.

## Geschichte

### Gründung, 1904–1945
Die Firmengruppe Herlitz beging im Jahr 2004 ihr 100-jähriges Firmenjubiläum. Sie geht zurück auf die Gründung einer Papier- und Schreibwaren-Großhandlung durch den gelernten Buchhändler Carl Herlitz in Berlin-Schöneberg. Das Einzelunternehmen Carl Herlitz wurde erstmals 1905 im Berliner Adressbuch aufgeführt unter „Vertreter auswärtiger Häuser der Papier- und Kontorenutensilien-Branche“.
Carl Herlitz leitete die kleine Firma 31 Jahre lang, ehe er sich 1935 aus gesundheitlichen Gründen zurückzog und am 12. Februar 1939 verstarb. Nach der Übernahme der Firma durch den Sohn Günter Herlitz weitete Herlitz den Vertrieb in die Mark Brandenburg aus. Es wurden sechs Mitarbeiter beschäftigt, die Firma zog in die Nähe des Spittelmarktes in Berlin-Mitte um.
Nachdem Günter Herlitz und sein Bruder Walter Herlitz am 1. September 1939 in den Kriegsdienst eingezogen wurden, übernahm vorübergehend die Mutter Berta Herlitz die Geschäftsführung und hielt die Kundenbeziehungen aufrecht. Im November 1943 wurden die Geschäftsräume zweimal durch Kriegseinwirkungen völlig zerstört, die Geschäftstätigkeit kam zum Erliegen.

### 1945–1995
Bereits im Sommer 1945 wurde der Geschäftsbetrieb – anfangs in Kellerräumen in Berlin-Moabit – durch Günter Herlitz wieder aufgenommen, zunächst wurden „Gelegenheitsangebote aller Art“ verkauft. Noch war es möglich, auch Kunden in der Mark Brandenburg zu beliefern.
Während der Berlin-Blockade (1948/1949) gelang es der Firma Carl Herlitz als einzige von etwa 20 Berliner Fachgroßhandlungen, ein Minimum an Ware auf dem Luftweg aus Westdeutschland zu beschaffen. Nach Beendigung der Blockade konnte das Sortiment ausgeweitet werden. Die Firma beschäftigte Anfang der 1950er Jahre bereits 50 Mitarbeiter und gehörte bald zu den bedeutendsten Großhandlungen im Bundesgebiet.
Bedingt durch die Ereignisse des 17. Juni 1953 – traditionelle Lieferanten aus Mitteldeutschland drohten auszufallen – begann man eine eigene Fertigung aufzubauen, unter anderem für Schulhefte, Zeichenblöcke, Briefblöcke, Karteikarten und Buntpapierhefte. Bereits 1955 wurden 60 t Papier monatlich verarbeitet. Der Großhandel konnte – politisch bedingt – nur noch Kunden in West-Berlin beliefern. Bei einem Umsatz von 2,2 Millionen Mark konnten 1955 dennoch 55 Mitarbeiter weiterhin beschäftigt werden.
Erste Versuche, 1957/1958 eigene Erzeugnisse im übrigen Bundesgebiet abzusetzen, schlugen fehl. 1960 gelang der Durchbruch auf dem „westdeutschen Markt“ mit Diarien (Kladden) und Zeichenblöcken mit bebilderten Deckblättern, damals eine absolute Neuheit. Sie zeigten Tiermotive und Sportbilder, die in Zusammenarbeit mit Professor Bernhard Grzimek und Harry Valérien herausgebracht wurden. Eine eigene Vertriebsorganisation für das Bundesgebiet wurde aufgebaut. 1973 kam ein Sortiment um die bei Kindern beliebten Figuren Ernie und Bert aus der Sesamstraße hinzu, das den Hersteller auch nach Weihnachten bis über seine Kapazitätsgrenze hinaus auslastete.
Seit der Währungsreform 1949 wurde der Umsatz alle vier Jahre – bis 1994 – verdoppelt. Die Entwicklung und damit die wirtschaftliche Expansion des Unternehmens zeigen die nachfolgenden Umsatzzahlen:
- 1960: 02,2 Mio. Euro
- 1969: 11,8 Mio. Euro
- 1972: 19,6 Mio. Euro
- 1974: 36,0 Mio. Euro
- 1980: 87,3 Mio. Euro
- 1985: 267 Mio. Euro
- 1990: 454 Mio. Euro
- 1994: 745 Mio. Euro

Diese Expansion spiegelte sich sowohl im Wandel der Betriebsform als auch im Auslandsengagement der Firma wider. 1972 wurde die Firma Carl Herlitz in eine Aktiengesellschaft umgewandelt, 1974 wurde das erste Hochregallager mit 6000 Palettenplätzen für Fertigwaren in Betrieb genommen; das Unternehmen beschäftigte im Jahresdurchschnitt 504 Mitarbeiter.
Im Jahr 1974 wurde die Herlitz Consult GmbH gegründet, die 1975 den Auftrag erhielt, eine schlüsselfertige Fabrik für Schulhefte in Bagdad zu errichten. Einschließlich einer ebenfalls gebauten Brücke sowie einer kleinen Moschee war das der größte Einzelauftrag in der Geschichte der Firma Herlitz (Auftragsvolumen: 38 Millionen Mark). Am 6. Mai 1976 entstand aus der Carl-Herlitz AG die Herlitz AG.
Am 3. Oktober 1977 folgte der Börsengang von Herlitz an der Berliner Wertpapierbörse, Ende der 1980er Jahre ging die Herlitz International Trading (HIT) AG, die aus der Herlitz Consult hervorgegangen war, selbst an die Börse. 1978 wurde die Firma Paul Zoecke GmbH/Berlin übernommen, damit wurde das Sortiment um Glückwunschkarten erweitert.
In den 1980er und Anfang der 1990er Jahre wurden die Firmen Vetter/Brensbach (Fasermaler), Böhler/Schwetzingen (Füllhalter), Bentz-Papier/Düren (Briefpapier-Ausstattung), Rema/Neukirchen vorm Wald (Alben und Mappen), Spang/Esslingen am Neckar (Geschenkpapier) und Susy Card/Bargteheide (Humor-Karten) gekauft. Herlitz war damit der erste Vollsortimenter der PBS-Branche („alles aus einer Hand“).
Im Jahr 1995 wurde das Versandzentrum in Berlin-Spandau bezogen, mit dem damals laut dem Guinness-Buch der Rekorde größten Hochregallager der Welt mit über 70.000 Palettenplätzen. Mitte der 1980er Jahre wurden in Aachen, Augsburg und Ludwigsburg die ersten McPaper-Läden in Franchise eröffnet. 1987 folgte die Gründung der McPaper GmbH zusammen mit dem Handelskonzern REWE-Leibrandt und dem Schmuckfilialisten Christ.
Ausländische Vertriebsgesellschaften der Firma Herlitz entstanden in Österreich (1977), den Niederlanden (1977), der Schweiz (1977), Frankreich (1980), Texas/USA (1981–1990), Polen (1992), Finnland (1992), Ungarn (1992) und Tschechien (1993). In Falkensee wurde ab 1991 ein neues Versandzentrum gebaut und 1994 in Betrieb genommen.
Nach dem Abschied des jahrzehntelangen Firmenchefs und Vorstandsvorsitzenden Günter Herlitz, der den Vorsitz im Aufsichtsrat übernahm, kam es ab 1988 zum Streit zwischen den beiden älteren Brüdern Peter und Heinz, der mit dem Ausscheiden von Heinz Herlitz im Jahr 1992 endete. Die Schraube der Expansion wurde zugleich jedoch überdreht. Fabrik und Lager in Falkensee sind bis heute überdimensioniert. 1992 erzielte das Unternehmen einen Umsatz von 1,06 Milliarden Mark. 1995 wurde der historische Höchstwert von 1,86 Milliarden Mark Umsatz erzielt.
Während Klaus Herlitz die Marke Herlitz durch neue Ideen am Markt etablierte und sich für ein umweltbewusstes Sortiment starkmachte, geriet der Zukauf einer Papierfabrik in Nischni Nowgorod/Russland 1994/1995 durch den Vorstandsvorsitzenden der HIT AG, Gerard Jaslowitzer, zum Desaster, der Einstieg ins Immobiliengeschäft misslang.

### 1995–2000
Dem Vorstand gehörten 1995 an: Klaus Albig, Volker Bohlmann, Peter Franzke, Walter Gröling, Klaus Herlitz, Peter Herlitz (Vorstandsvorsitzender), Detlef Stronk, Stephan Vocke und Karel de Vries. 1996 wurde die familiengeprägte, unternehmerisch geführte Gesellschaft unter dem neuen Vorstandssprecher Jaslowitzer schrittweise in eine Management-geführte Holding umgewandelt.
Auf der Hauptversammlung 1996 wurde Günter Herlitz mit einer Laudatio auf sein Lebenswerk geehrt, er schied aus dem Aufsichtsrat aus und wurde zum Ehrenvorsitzenden ernannt. Gleichzeitig beschloss die Hauptversammlung die Umwandlung der Herlitz AG in eine Holding, zu der die Herlitz PBS AG, die Herlitz Falkenhöh AG, die HIT AG und die McPaper AG gehörten. Peter Herlitz übernahm den Vorsitz im Aufsichtsrat der Holding.
Die Herlitz International Trading AG (HIT) war Anfang der 1990er Jahre die erfolgreichste Tochter der Herlitz AG. Die HIT AG wurde zunächst Minderheits-, ab 1995 Mehrheitsaktionär der Wolga AG in Nischni Nowgorod. Zu den außerordentlichen Erfolgen der Wolga AG äußerte sich der Vorstandsvorsitzende der HIT AG, Gérald Jaslowitzer, im Manager Magazin wie folgt: „Das Holz ist in Russland um 70 Prozent billiger als hierzulande. Die Energiekosten betragen nur ein Fünftel der vergleichbaren Kosten in Skandinavien. Von den Lohnkosten ganz zu schweigen: Ob wir 6000 oder 1000 Beschäftigte haben, spielt im Moment keine Rolle.“ Und Jaslowitzer weiter: „Kein deutsches Unternehmen könne da mithalten. Die Branche könnte mittelfristig in Deutschland verschwinden.“
Dieser Bericht war zwei Tage später ins Russische übersetzt und kursierte in Nischni Nowgorod. Die Holzindustrie und die Energielieferanten forderten ab sofort marktgerechte Preise, die Arbeiter fingen an zu rebellieren. „Jaslowitzer hatte für die größte Katastrophe in der Firmengeschichte gesorgt.“ „Insgesamt kostete das Abenteuer Russland den Konzern rund 100 Millionen Mark.“
Anfang Juli 1997 musste der Vorstandsvorsitzende Gerard Jaslowitzer seinen Posten räumen. Das kostspielige Russland-Abenteuer der Berliner Herlitz AG forderte ein weiteres Opfer: Peter Herlitz zog die Konsequenzen und schied aus allen Aufsichtsratsämtern im Konzern aus. Karel de Vries wurde zum neuen Sprecher des Vorstandes gewählt. Ihm entglitt mit seiner ungestümen Expansionspolitik durch zahlreiche Firmenzukäufe im In- und Ausland sowie Eröffnungen von diversen Niederlassungen in Ost- und Südeuropa die Kontrolle über die Holding. Getrieben vom Gedanken eines Global Players wurden unter seiner Regie teilweise marode Produktionsfirmen in Frankreich (Manopa), Holland, Polen, Tschechien und Deutschland (Becker-Falken, Diplomat) aufgekauft und mitunter schon nach kurzer Zeit wegen Unrentabilität geschlossen. Das defizitäre Engagement von de Vries in Frankreich kostete den Konzern allein 50 Millionen Mark. Trotz allem wurden europaweit weitere Niederlassungen gegründet und zum Teil schon nach ein oder zwei Jahren wieder geschlossen (Jugoslawien, Portugal). Niederlassungen entstanden auch in Belgien, Luxemburg, Griechenland, Großbritannien, Slowakei, Russland, Rumänien und Bulgarien.
Bereits 1997 schrieb die Firma einen Verlust von 51 Mio. Euro. Mehreren externen Managern, die unter dem neuen Aufsichtsratsvorsitzenden Hans-Peter Friedrichsen eingesetzt wurden, gelang es nicht, eine Kehrtwende zu erreichen. Mc Paper wurde 1998 an die Deutsche Post AG veräußert. 1999 wurde die Herlitz Falkenhöh AG an die RSE Projektmanagement AG aus Hamburg verkauft. Herlitz trennte sich 2000 dann auch von ihren restlichen Anteilen an der Herlitz International Trading AG. Käufer war die Blake International Limited (British Virgin Islands); das Unternehmen wurde später umfirmiert in HIT International Trading AG, gleichzeitig wurde der Sitz dieser Gesellschaft nach Berlin verlegt. Parallel entstanden Joint Ventures mit eingeführten Marken wie Landré (1996), Diplomat (1997), Fiege eCom (2000) und Mercoline (2000).
Umsatzzahlen:
- 1995: 953,0 Mio. Euro
- 1998: 629,9 Mio. Euro
- 2000: 489,8 Mio. Euro
- 2003: 347,0 Mio. Euro

### 2001–2007
Die Entwicklung zwang Herlitz zu Beginn des 21. Jahrhunderts zu drastischen Einschnitten. Seit Sommer 2001 gehörte Herlitz mehrheitlich einem Bankenkonsortium, in dem unter anderen die Deutsche Bank, die HypoVereinsbank und die Bankgesellschaft Berlin vertreten waren.
Im April 2002 stellten Herlitz AG, Herlitz PBS AG, Diplomat Schreibgeräte GmbH und Susy Card GmbH & Co. KG Insolvenzantrag. Dem Insolvenzverwalter Rechtsanwalt Peter Leonhardt gelang es, im Insolvenzverfahren die endgültige Zerschlagung des Betriebes zu vermeiden. Es wurde der Versuch unternommen, eine strategische Neuausrichtung vorzunehmen. Herlitz war es als erstem börsennotierten Unternehmen in Deutschland gelungen, ein Insolvenzverfahren bei laufendem Betrieb nach dem neuen Insolvenzrecht in Rekordzeit (in vier Monaten) erfolgreich durchzuführen.
Unter dem Vorstandsvorsitzenden Christian R. Supthut wurden unrentable Auslandsgesellschaften in Frankreich und Portugal geschlossen, ebenso die Hälfte der dreizehn Produktionsstätten. Die Zahl der Beschäftigten wurde von 5000 (1993) auf 2900 (2004) reduziert. Der Umsatz konnte konsolidiert werden, im Jubiläumsjahr 2004 betrug er wieder 335 Millionen Euro, der Gewinn über eine Million Euro.
Mit Wirkung zum 4. Oktober 2005 übernahm die Stationery Products S.à.r.l. (Stationery Products) mit Sitz in Luxemburg rund 64,7 % des Grundkapitals der Herlitz AG von den Gläubigerbanken. Die Stationery Products gehört mittelbar zur Advent International Corp. (Advent), mit Sitz in Boston, USA, einer international tätigen Private-Equity-Gesellschaft. Advent gehört laut stern.de vom 28. April 2005 zu den sogenannten Heuschrecken. Die EU-Kommission stimmte dem Kauf zu. Weitere rund 15 % der Aktien wurden von der Familie Herlitz gehalten, der Rest war Streubesitz.
Im Jahr 2005 konnten das operative Ergebnis – trotz eines weiteren Umsatzrückganges (auf 318 Millionen Euro) in einem sich verschärfenden Preiswettbewerb im Markt – gegenüber dem Vorjahr gesteigert und die Nettoverbindlichkeiten reduziert werden.
Der Umsatzrückgang konnte 2006 nicht gebremst werden, die Erlöse sanken um 2,9 % auf 309 Millionen Euro, aber das Ergebnis vor Zinsen und Steuern (Ebit) stieg um 5,2 Millionen auf 3,9 Millionen Euro. Im Jahr zuvor hatte das Unternehmen noch einen Verlust von 1,3 Millionen Euro zu verkraften gehabt.
Herlitz plante 2007 den Einstieg in den Markt in Russland. Dabei will Herlitz seine besonders starke Position in Osteuropa ausbauen. Der Konzern mit inzwischen insgesamt 2350 Beschäftigten konnte den Umsatz im osteuropäischen Raum um 15 Prozent verbessern. Mit 65 Millionen Euro Einnahmen hatte der dortige Markt für Herlitz erstmals Westeuropa hinter sich gelassen. Vor allem Osteuropa war es zu verdanken, dass Herlitz 2007 seinen Umsatz erstmals seit zwölf Jahren wieder leicht steigern konnte.

### 2008–2015
Stationery Products gelang kein Turnaround. Der Abwärtstrend setzte sich unvermindert fort, so dass im Oktober 2008 die Briefumschlag-Fertigung der Herlitz PBS AG an die Firmengruppe Mayer-Kuvert in Heilbronn verkauft werden musste. Im Januar 2009 folgte der Verkauf der Herlitz-Tochter Pro-office s.r.o. mit Sitz in Most-Cepirohy (Tschechien) an die Wiener Ring-Holding. Der pbs-report sah dies als Anfang des Endes der ehemals erfolgreichen Herlitz-Philosophie „Alles aus einer Hand“.
Im November 2009 wurde bekannt, dass Herlitz von Pelikan International übernommen wird. Das Bundeskartellamt genehmigte im März 2010 die Übernahme des Büroartikelherstellers Herlitz einschließlich des Logistikzentrums durch den Schreibgeräteproduzenten Pelikan International Corporation Berhad (PICB) mit Sitz in Puchong, Selangor in Malaysia.
Der Ausverkauf setzte sich fort, als im Frühjahr 2012 der Schweizer Büromaterialhersteller Biella-Neher Holding von Herlitz die Tochterunternehmen Falken Office Products in Peitz, die DELMET Prod srl in Buftea (Rumänien) sowie die Herlitz UK Ltd. in Hyde, Greater Manchester (Großbritannien) übernahm.
Ende 2012 kündigte der Vorstand Hooi Keat Loo in Malaysia an, dass Herlitz seinen Hauptsitz in Berlin bis Ende 2013 schließen wird und nach Falkensee umzieht.
Nach alarmierenden Zahlen für 2012 erfolgte Anfang November 2013, unter dem Aufsichtsratsvorsitzenden Tan Sri Abi Musa Asa’ari bin Mohamed Nor, der Verkauf der verbliebenen Produktionsstätten für Papier-, Büro- und Schreibwaren an Pelikan für einen Kaufpreis von 13 Millionen Euro nachdem ein ursprünglich angedachtes Joint Venture von den Pelikan-Eigentümern aufgrund großer wirtschaftlicher und steuerlicher Risiken abgelehnt wurde. Die profitable Logistik- und Dienstleistungssparte soll als einzige bei Herlitz verbleiben. Der Verkauf wurde am 1. März 2014 abgeschlossen.
Die malaysischen Hauptaktionäre von Herlitz trennten sich Ende 2013 vom Vorstand Thomas Radke, da dieser keinerlei Kontakte zu den Großkunden des Konzerns gefunden hatte. Da laut Herlitz-Satzung der Vorstand aus mindestens zwei Personen bestehen muss, rückte die Juristin Frauke Wandrey, bis dahin Geschäftsführerin der Pelikan Produktionsgesellschaft in Vöhrum, nach.

#### Verschmelzung Herlitz AG mit Herlitz PBS AG
Um die Unternehmensstruktur weiter zu vereinfachen, wurde die Herlitz PBS AG Papier-, Büro- und Schreibwaren als übertragende Gesellschaft auf die Herlitz Aktiengesellschaft als übernehmende Gesellschaft verschmolzen. Dadurch übertrug die Herlitz PBS AG ihr Vermögen als Ganzes mit allen Rechten und Pflichten unter Auflösung ohne Abwicklung mit Wirkung zum 31. Dezember 2013 (Verschmelzungsstichtag) auf die Herlitz AG im Wege der Verschmelzung durch Aufnahme. Die Verschmelzung wurde am 31. März 2014 in das Handelsregister eingetragen.

#### Firmierung ab April 2015
Ab dem 30. April 2015 firmiert Herlitz als Pelikan AG.

## Gesellschaftlich-soziales Engagement
Auf Initiative von Herlitz wurde 2003 der gemeinnützige Verein BildungsCent e. V. gegründet, er setzt sich bundesweit für die nachhaltige Förderung der Lehr- und Lernkultur in Deutschland ein.

## Auszeichnungen
Herlitz wurde 1990 der Deutsche Logistik-Preis im Rahmen des Deutschen Logistik-Kongresses verliehen und damit wurden die langjährigen Verdienste von Vorstand Klaus Albig gewürdigt. Die ganzheitlichen Umweltinitiativen und -verbesserungen im Unternehmen wurden Anfang und Mitte der 1990er Jahre mit mehreren nationalen Umweltpreisen prämiert, explizit wurden der für Marketing und Umweltfragen zuständige Vorstand Klaus Herlitz und der Ressortleiter Horst Schubert sowohl vom damaligen Umweltsenator von Berlin, Volker Hassemer, als auch von der Bundesumweltministerin Angela Merkel ausgezeichnet. 1999 wurde von der Gartner Group und der Computerwoche die Auszeichnung „IT-Anwenderpreis“ für innovative IT-Lösungen an den Vorstand Andreas Resch verliehen. Bereits 1992 und 1994 wurde das Marketing mit der Marken-Auszeichnung „Deutsche Standards“ bedacht. Aufgrund von Aktivitäten des Vorstands Dietrich Groth erhielt Herlitz 2007 das Markensiegel „Marke des Jahrhunderts“.
Unter der Marketingleitung von Oliver Windbrake erhielt Herlitz den Goldenen Ramses 2010 für den besten Radio-Spot in der Kategorie Best Audio Idea sowie für die „Monster-Talent-Kampagne“ den Eintrag ins Jahrbuch der Werbung 2010 mit der Auszeichnung Platz 1 / Branchensieger im Bereich Social-Media-Aktivitäten / Digitale Medien B2C.
Im Februar 2011 überreichte Bundesfamilienministerin Kristina Schröder für das Herlitz Engagement bei „Partners in Leadership“ den European Employee Volunteering Award Deutschland in der Kategorie Innovation an Windbrake.

## Sonstiges
93 Prozent aller deutschen Haushalte kannten im Jahr 2005 laut Aussage des Unternehmens den Namen Herlitz.

## Geschäftszahlen
| Geschäftsjahr | Umsatzerlöse in Mio. € | Jahresüberschuss/ Jahresfehlbetrag in Mio. € | Mitarbeiter Deutschland | Mitarbeiter weltweit |
| ------------- | ---------------------- | -------------------------------------------- | ----------------------- | -------------------- |
| 1994          | 744,6                  | + 21,5                                       |                         | 5027                 |
| 1995          | 953,2                  | – 66,5                                       |                         | 4855                 |
| 1996          | 891,9                  | 0– 2,8                                       |                         | 5215                 |
| 2004          | 337,5                  | 0+ 4,1                                       | 1972                    | 2737                 |
| 2005          | 317,6                  | 0– 4,6                                       | 1821                    | 2686                 |
| 2006          | 308,5                  | 0+ 0,6                                       | 1636                    | 2439                 |
| 2007          | 310,5                  | 0– 3,6                                       | 1523                    | 2349                 |
| 2008          | 301,9                  | 0– 1,1                                       | 1467                    | 2289                 |
| 2009          | 259,3                  | 0– 1,3                                       | 1365                    | 1898                 |
| 2010          | 233,8                  | 0– 4,0                                       | 1238                    | 1702                 |
| 2011          | 228,9                  | 0– 9,8                                       | 1219                    | 1663                 |
| 2012          | 197,1                  | 0– 4,8                                       | 0963                    | 1335                 |
| 2013          | 095,5                  | 0– 7,5                                       | 0578                    | 0904                 |
| 2014          | 094,1                  | 0– 2,1                                       | 0557                    | 0871                 |

(Quellen: Geschäftsberichte der jeweiligen Jahre)

## Vorstandsvorsitzende
| Name | von               | bis               |
| --- | ----------------- | ----------------- |
| Hooi Keat Loo, Frauke Wandrey, Claudio Esteban Seleguan und Torsten Jahn (alle ohne Nennung Vorstandsvorsitz) | 30. März 2015     | 30. April 2015    |
| Hooi Keat Loo, Frauke Wandrey und Claudio Esteban Seleguan (alle ohne Nennung Vorstandsvorsitz)               | 1. Januar 2014    | 30. März 2015     |
| Hooi Keat Loo und Frauke Wandrey (beide ohne Nennung Vorstandsvorsitz)                                        | 1. Januar 2014    | 15. Dezember 2014 |
| Hooi Keat Loo und Thomas Radke (beide ohne Nennung Vorstandsvorsitz)                                          | 1. Juni 2012      | 31. Dezember 2013 |
| Thomas Hübner                                                                                                 | 1. Juli 2011      | 31. Mai 2012      |
| Jan von Schuckmann                                                                                            | 1. Juni 2007      | 1. Juli 2011      |
| Johan (Jan) van Riet                                                                                          | 1. Januar 2006    | 31. Mai 2007      |
| Christian R. Supthut                                                                                          | 1. März 2002      | 31. Dezember 2005 |
| Christian R. Supthut und Norbert Strecker                                                                     | 1. Januar 2002    | 28. Februar 2002  |
| Werner Eisenhardt                                                                                             | 1. Januar 2000    | 31. Dezember 2001 |
| Karel Marinus de Vries (Vorstandssprecher)                                                                    | 16. Juli 1997     | 31. Dezember 1999 |
| Gérald Jaslowitzer (Vorstandssprecher)                                                                        | 18. Juli 1996     | 16. Juli 1997     |
| Peter Herlitz                                                                                                 | 26. Mai 1992      | 18. Juli 1996     |
| Heinz Herlitz                                                                                                 | 1. Januar 1992    | 25. Mai 1992      |
| Peter Herlitz und Heinz Herlitz (beide Vorstandssprecher)                                                     | 17. August 1988   | 31. Dezember 1991 |
| Günter Herlitz                                                                                                | 1. September 1972 | 16. August 1988   |

## Aufsichtsratsvorsitzende
| Name                                     | von               | bis              |
| ---------------------------------------- | ----------------- | ---------------- |
| Tan Sri Abi Musa Asa’ari bin Mohamed Nor | 11. Juli 2013     | 30. April 2015   |
| Hooi Keat Loo                            | 20. Juni 2012     | 11. Juli 2013    |
| Georg C. Domizlaff                       | 21. Juni 2006     | 20. Juni 2012    |
| Harald J. Schröder                       | 18. Juni 2003     | 21. Juni 2006    |
| Hans-Peter Friedrichsen                  | 22. Oktober 1997  | 18. Juni 2003    |
| Peter Herlitz                            | 18. Juli 1996     | 22. Oktober 1997 |
| Günter Herlitz                           | 17. August 1988   | 18. Juli 1996    |
| Martin Scholz                            | 1. September 1972 | 16. August 1988  |